# São Salvador (Santarém)
São Salvador ist ein Ort und eine ehemalige Gemeinde (Freguesia) im portugiesischen Kreis Santarém. Die Gemeinde hatte 10.590 Einwohner (Stand 30. Juni 2011).
Am 29. September 2013 wurden die Gemeinden Santarém (São Salvador), Santarém (São Nicolau), Santarém (Marvila) und Santa Iria da Ribeira de Santarém zur neuen Gemeinde União das Freguesias de Santarém (Marvila), Santa Iria da Ribeira de Santarém, Santarém (São Salvador) e Santarém (São Nicolau) zusammengeschlossen. Santarém (São Salvador) ist Sitz dieser neu gebildeten Gemeinde.